# Алатри

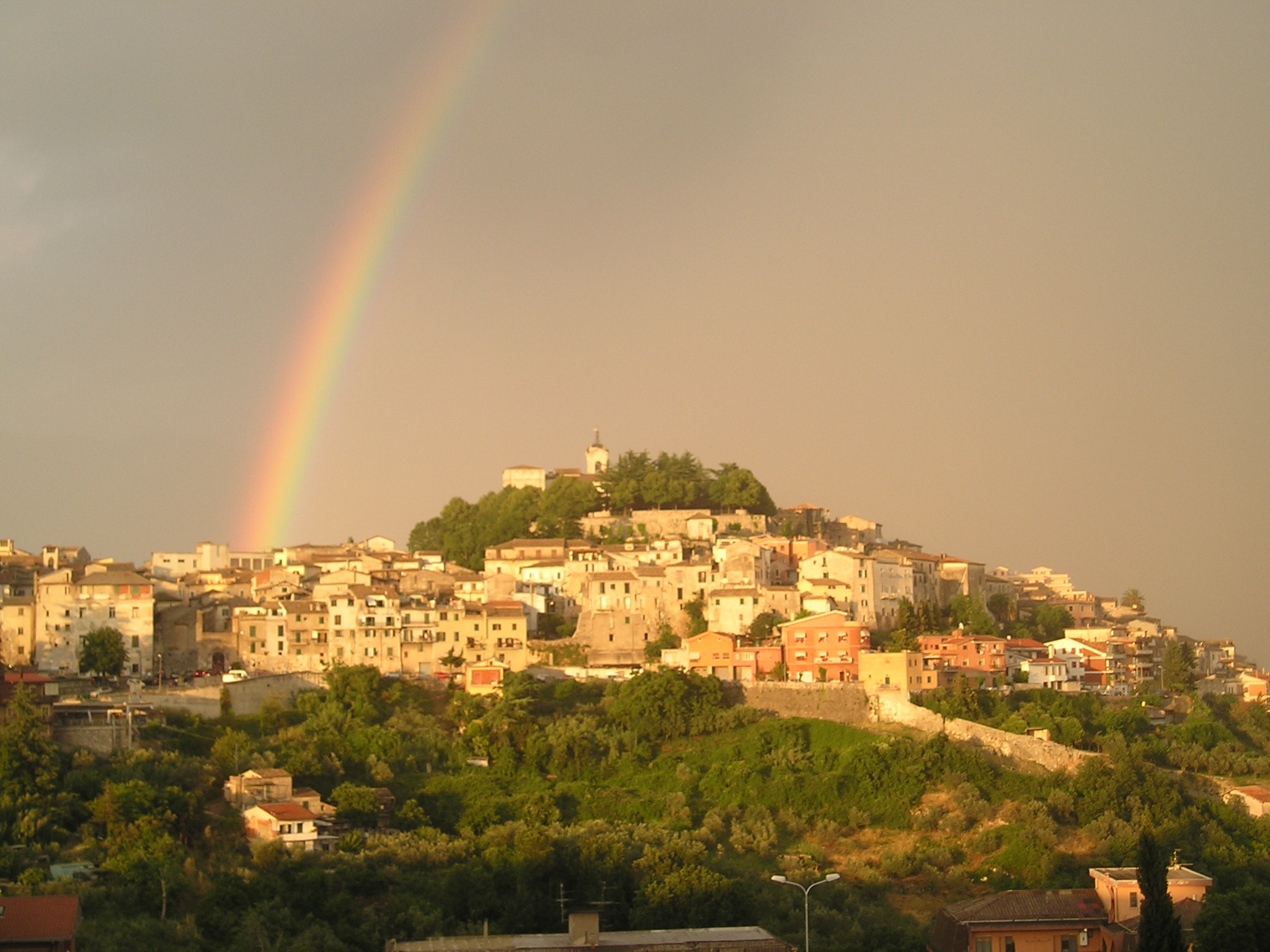
Панорама Алатри

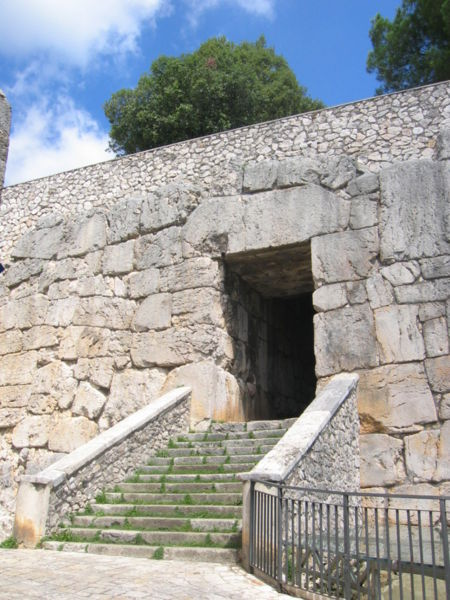
Большие ворота

Ала́три (итал. Alatri; лат. Aletrium) — город в итальянском регионе Лацио. Население — 28 тыс. человек (2006).
Центр города расположен на вершине холма, на высоте 502 м. Название «Алатри» произошло от романского имени «Алетриум» (Aletrium), корни которого уходят в Малую Азию к пеласгам.
Покровителем города почитается святой Сикст I, папа Римский, празднование в первый четверг после Пасхи и 11 января.
С 2006 года бургомистром избран Константино Маглиокка.

## История
Точная дата основания города неизвестна. Считается, что возник он задолго до образования Римской империи. В городе сохранилась крепостная стена внушительных размеров, Акрополь, в который можно попасть через Большие Ворота (Porta Maggiore) c огромным монолитным архитравом и Малые Ворота (Porta Minore) c 3 фаллическими изображениями, которые символизируют плодородие и являются одновременно защитными символами.
Из достопримечательностей имеется также Резиденция Епископа и Собор Святого Павла. В соборе находится евхаристическое чудо 1228 года — воплощенная облатка, отмеченная в Ватиканских архивах. 
Покровителем города почитается святой Сикст I, папа Римский, почивающий в городском соборе, празднование 11 января и в первый четверг после Пасхи.

## Герб
На гербе Алатри с начала XII века изображена башня с двумя парами крыльев. Она состоит из двух уровней. Символизирует два круга стен, обороняющих город. Внешние крылья символизируют высоту на которой расположен город и отражают традиционное толкование слова Алетриум (Ale-trium).

## Экономика
Алатри является одним из основных туристических центров этого региона Италии.
В Городе имеется предприятие по производству биологически чистого оливкового масла. Продукция отмечена первой премией на конкурсе «БИО 2006».

## Города-побратимы
- Алифе, Италия, с 1985
- Перуджа, Италия, с 1986
- Пьетрельчина, Италия, с 2002
- Клиссон, Франция, с 2001
- Сэн-Люмин-дё-Клиссон, Франция, с 2000
- Жетине, Франция, с 2000
- Горж, Франция, с 2000
- Дирфи, Греция
- Нес-Циона, Израиль

## Персоналии
- Данти, Игнатий (1536—1586) — итальянский священник, математик, астроном, картограф и космограф.